# Серджо Маркионе
Серджо Маркионе е италиански бизнесмен, супербос на концерна ФИАТ.

## Биография
Серджо е роден на 17 юни 1952 г. в Киети, Абруцо, Италия. Баща му се казва Конченцио Маркионе, а майка му – Мариа Цукон. Когато той е на 14 години със семейството си емигрират в Торонто, Канада. Завършва Университета в Торонто.

## Кариера
През 1983 – 1985 г. работи като главен мениджър в счетоводния отдел в компанията „Deloitte & Touche“. В периода 1985 до 1988 г. е главен мениджър, по-късно директор в „Lawson Mardon Group“. По-късно работи като вицепрезидент в „Glenex Industries“, в периода 1994 – 2000 г. работи в „Algroup“, като от 1997 г. е изпълнителен директор. Преди да започне работа във „ФИАТ“ е изпълнителен директор на компанията „Lonza Group Ltd“ локализирана в Базел.

## Кариера във ФИАТ
През 2003 г. Маркионе е независим член на борда на концерна. През 2004 г. е назначен като изпълнителен директор. Успява да спаси концерна от тежкото положение, в което е изпаднал. Въпреки няколко нереализирани проекта през 2004 и 2005 г. свързани с бъдещи модели на концерна, през 2007 г. връща репутацията на марката с възродения ретро-шедьовър „ФИАТ 500“.